# San Fernando (Ocotepeque)
San Fernando é um município de Honduras, localizado no departamento de Ocotepeque.